# مخططات درجة الحرارة والملوحة

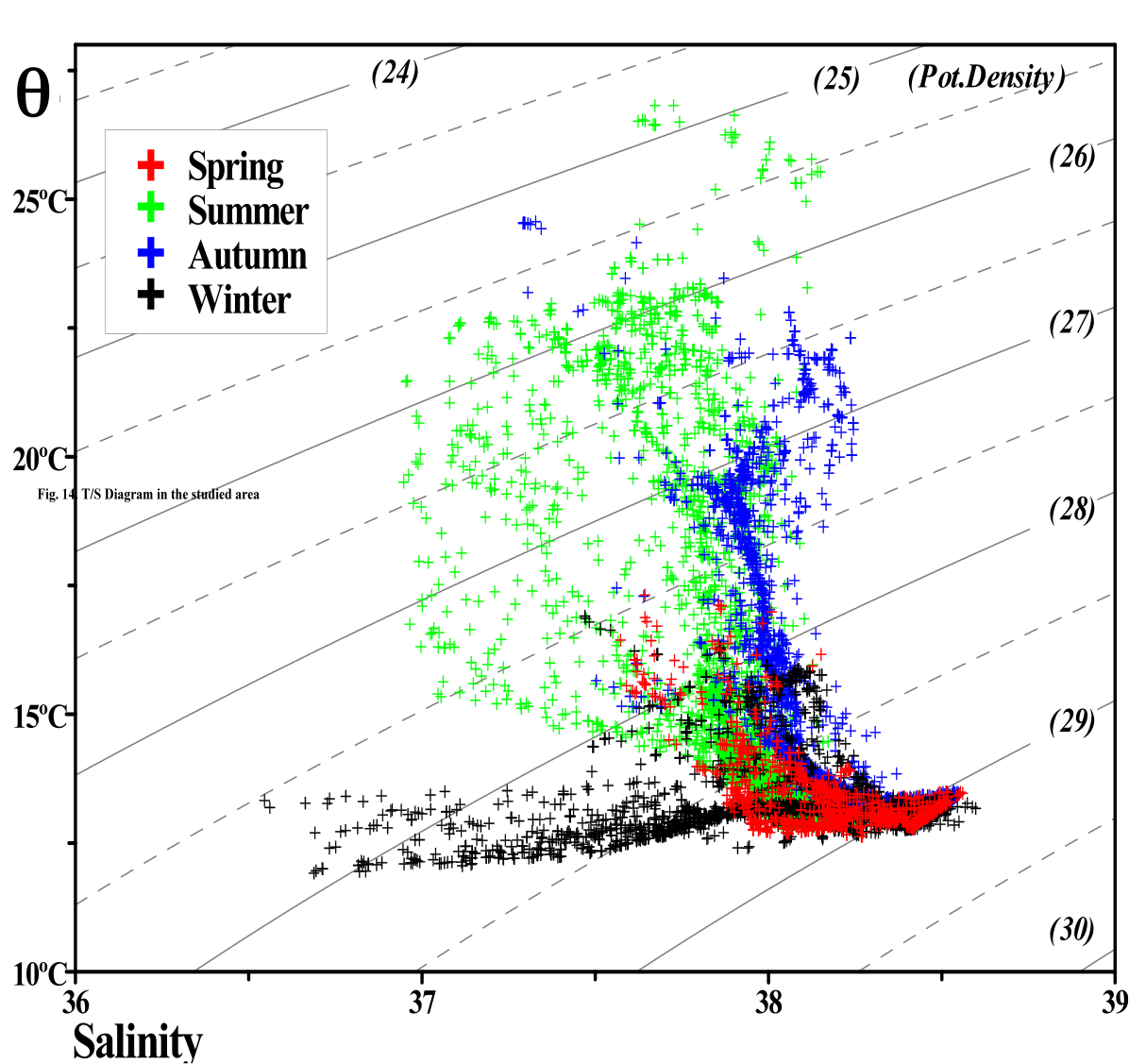

درجة الحرارة والملوحة هما من الخصائص الأساسية التي يستخدمها العلماء لتحديد الكتل المائية. وتنبع قيمتهما الأساسية من كونهما تمثلان خصائص محافظة، وهو ما يعني أنهما لا يتأثران بالنشاط البيولوجي. وتتغير كل من درجة الحرارة والملوحة فقط بواسطة إما التفاعل مع الغلاف الجوي أو عن طريق الامتزاج مع كتل مائية أخرى. ولأن المياه العميقة لا تتفاعل مع الغلاف الجوي في الفترة بين تكوينها والظهور كمياه سطحية في نهاية مسار تدويرها، فإن كتل المياه العميقة تحتفظ بدرجة حرارتها وخصائصها الملحية لفترات طويلة من الزمن. وتزداد سهولة مزج الماء مع الماء الذي يتسم بنفس الكثافة، وبالتالي فإن معدل مزج كميات المياه يكون بطيئًا إلى حد ما. ويسمح الثبات النسبي في درجة الحرارة والملوحة للعلماء بتحديد مكان تكوين كتل المياه وماهية ما اختلط بها.
لتحديد العلاقة بين درجة الحرارة ودرجة الملوحة لكتلة مياه ما بسهولة، يستخدم العلماء أداة تسمى مخطط درجة الحرارة والملوحة (TS diagram). وهذا المخطط يعمل عن طريق رسم الملوحة على المحور السيني ودرجة الحرارة على المحور الصادي. وتتجمع درجة الحرارة والملوحة لتشكل كثافة الماء، والذي يتم تمثيله في المخطط من خلال خطوط كثافة متساوية. ويتم تحديد خليط إيسوبيكنال، كما تُسمى خطوط الكثافة المتساوية، من خلال تفاعل درجة الحرارة والملوحة. ويمكن تمييز كميات المياه من خلال خصائصها المميزة المتعلقة بدرجة الحرارة والملوحة، والتي تحددها ظروف تكوينها على السطح.